# Détective Gentleman
Pour les articles homonymes, voir Détective et Gentleman.
Détective Gentleman (Blaues Blut) est une mini-série allemande en dix épisodes de 50 minutes, créée par Brian Clemens, diffusée à partir du 15 janvier 1990 sur ZDF.
En France, la série a été diffusée en aout 1990 puis en 1992 sur Antenne 2.

## Synopsis
Un comte allemand désargenté habitué à vivre en playboy, Heinrich von Altenberg, décide de gagner de l'argent en travaillant comme détective privé. 
Son ex-femme journaliste, Lisa, l'aide à enquêter dans les milieux de la jet-set internationale.

## Distribution
- Albert Fortell : Comte Henry von Altenberg
- Ursula Karven : Lisa Prentice
- Capucine : Comtesse von Altenberg
- Franco Nero : Sandro Castellani
- Fernando Rey : Dekker
- Lauren Hutton : Julie Lenoir
- Marisa Berenson : Ann Ryder
- Aurore Clément : Laura Cellini
- Lewis Collins : Hugh Sinclair
- Rossano Brazzi : Prof. Donelli
- Anna Galiena : Sophia Aglieri
- Hannelore Elsner : Annie Prager
- Gottfried John : Herr Mannheim
- Friedrich von Thun : Carl von Altenberg
- Jean Bouchaud : Leon Graf
- Barbara Wussow : Pat
- Günther Maria Halmer : Barry Ryder
- Horst Janson : Harlinger
- Arthur Brauss : John Domack

## Épisodes
1. Wer zweimal lebt, stirbt einmal mehr
2. Gegen die Uhr
3. Sein letzter Coup
4. Das Mädchen aus dem Meer
5. Dunkle Pfade
6. Schatten der Vergangenheit
7. Der Skandal
8. Das Ende feiner Herren
9. Wo der Teufel wacht
10. Tödliches Wochenende

## Sortie DVD
Aucun DVD français n'est disponible.
Une édition intégrale est sortie en 2010 en Allemagne.